# Фрідріх I (герцог Вюртембергу)
Фрідріх I (нім. Friedrich I.; 19 серпня 1557 — 29 січня 1608) — 6-й герцог Вюртембергу в 1593—1608 роках.

## Життєпис

### Молоді роки
Походив з Вюртемберзького дому, гілки Монбеляр. Другий син Георга I, графа Монбельяра, та Барбари (доньки ландграфа Філіппа I Гессенського). Народився 1557 року в м.Монбельяр. Вже 1558 року помирає його батько й Фрідріх стає новим графом Монбельяра. Разом з матір'ю перебирається до Штутгарта, де опинився при дворі свого родича Христофа, герцога Вюртемберзького.
Здобув лютеранське виховання й домашню освіту. У 1571—1574 роках  - в Придворній школі у Тюбінгені. Слідом за цим здійснив подорож Європою, відвідавши Данію, Угорщину, Австрію, Францію, Італію та Англію. Підписав Формулу злагоди і Книгу згоди в 1577 і 1580 роках відповідно.

### Граф Монбельяр
1581 року пошлюбив представницю Ангальтських Асканіїв. В тому ж році офіційно перебрав владу в графстві Монбельяр. Багато уваги приділяв розвитку своїх володінь, насамперед прокладанню шляхів, зведенню мостів, пілтримці торгівлі та ремесел. Запрошував до Монбельяра науковців, друкарів. створено велику бібліотеку. Йоганн Баугін створив в Монбельярі ботанічний сад, що став першим на північ від Альп.
1586 року провів колоквіум (релігійний диспут) між кальвіністами і лютеранами, після чого лютеранство було оголошено офіційною релігійєю графства Монбельяр.
Зміцнив систему освіти і підготовки широких верств суспільства і дбайливо контролював французьку школу Монбельяра й академічний коледж міста, де навчалися учні, що потім отримували стипендії для навчання в Тюбінгенському університеті.
У зовнішній політиці підтримував Генріха Бурбона, претендента, а потім короля Франнції, проти лідера Католицької ліги Карла де Гіза, герцога Майєнського.
1593 року після смерті триюрідного брата Людвіга I успадкував герцогство Вюртемберг.

### Герцогування

#### Зовнішня політика
Прдовжив політику, спрямовану на союз з Генріхом IV Бурбоном, королем Франції. 1599 року викупив Вюртемберг з австрійської позики 1534 року. Тепер герцогство перестало бути залежним від Габсбургів, зрівнявшись в становищі з іншими монархіями Священної Римської імперії.
Втім основну увагу спрямував на захист протестантизму в Німеччині. В 1605 році приєднався до союзу лютеранських держав. 1607 року уклав союз з Пфальцом, що був лідером союзу кальвіністських держав. Багато зробив зусиль для об'єдання союзів в Протестантську лігу, яку було стфорено через 3,5 місяці після смерті Фрідріха I.

#### Внутрішня політика
Намагався розбудовувати економіку герцогства, насамперед сільське господарство й ремесла, гірничу галузь. Надав низці цехових корпорацій привілеї, зокрема виготовленню паперу, заохочував розведеню великої і дрібної худоби, сприяв розвитку вівчарства та переробки вовни, розорювання цілинних земель.
Намагався перетворити Штутгарт на культурний центр, запрошуючи сюди митців та музик з Франції, Англії, інших держав Німеччини, Швейцарії. Особливо значний вплив тут отримала французька мода. 1596 року заснував Палату мистецтв та цікавинок.
В 1599 році наказав звести місто Фройденштадт, який планував перетворити на нову столицю своїх володінь.
Через значні борги та необхідність здійснення будівельних і культурних проектів герцог захопився алхімією з метою отримання золота. Втім не мав результату: з 10 алхіміків, що на нього працювали, було 5 страчено за брехню. Разом з тим під час досліджень було виявлено цілющі властивості мінеральної води в Бад-Болль.
1603 року стає кавалером Ордену підв'язки, рішення про що прийняла ще англійська королева Єлизавета I. Самі знаки належності до ордену отримав у 1604 році.
Помер Фрідріх I 1608 року в Штутгарті. Основну частину володінь успадкував син Йоганн Фрідріх, брати якого отримали титул герцога та менші частини родинних земель.

## Родина
Дружина — Сибілла, донька Йоганна Ернста Асканія, князя Ангальту
Діти:
- Йоганн Фрідріх (1582—1628), герцог Вюртемберг
- Георг Фрідріх (1583—1591)
- Сибілла Єлизавета (1584—1606), дружина Йоганна Георга I Веттіна, курфюрста Саксонії
- Єлизавета (1585)
- Людвіг Фрідріх (1586—1631), герцог Вюртемберг-Монбельяр
- Йоахім Фрідріх (1587)
- Юліус Фрідріх (1588—1635), герцог Вюртемберг-Вайльтінген
- Філіп Фрідріх (1589)
- Єва Крістіна (1590—1657), дружина Йоганна Георга Гогенцолерна, герцога Бранденбург-Єгерндорфа
- Фрідріх Ахілл (1591—1631), герцог Вюртемберг-Нойєнштадт
- Агнеса (1592—1629), дружина Франца Юліуса, князя Саксен-Лауенбургу
- Барбара (1593—1627), дружина Фрідріх V, маркграфа Баден-Дурлаху
- Магнус (1594—1622), герцог Вюртемберг-Нойєнбюрг
- Август (1596)
- Анна (1597—1650)